# Trapeze
Trapeze – brytyjski zespół rockowy działający w latach 1969-82, a następnie z przerwami w latach 1991-94. Trzon grupy stanowili gitarzysta i wokalista Mel Galley, basista i wokalista Glenn Hughes oraz perkusista Dave Holland. Po odejściu Hughesa w 1973 r., który stał się głównym kompozytorem i wokalistą grupy, zespół kontynuował działalność w różnych składach. Kilku członków odeszło by dołączyć do bardziej znanych zespołów takich jak Deep Purple, Whitesnake, Judas Priest czy Uriah Heep.
Zespół nigdy jednak nie osiągnął sukcesu i popularności, jaką cieszył się w latach 1970-73.

## Historia

### 1969 – 1973
Trapeze utworzyli w roku 1969 wokalista John Jones, gitarzysta i klawiszowiec Terry Rowley (obydwaj byli członkami zespołu Montanas), gitarzysta Mel Galley, wokalista i basista Glenn Hughes oraz perkusista Dave Holland. Trapeze wydali swój debiutancki album w roku 1970 zatytułowany po prostu Trapeze ale wcześniej Jones i Rowley powrócili do Montanas. Pod koniec 1970 trio w składzie Galley, Hughes i Holland po raz pierwszy wydali album Medusa. W tym składzie Trapeze koncertowali, aż do roku 1973. Zespół jeździł głównie po Wielkiej Brytanii i południowych stanach USA; nie odniósł jednak sukcesu. Album You Are the Music...We're Just the Band wydany w roku 1972 skłonił Glenna Hughesa do opuszczenia zespołu, tuż po zakończeniu tournée w roku 1973. Hughes zamienił Rogera Glovera w Deep Purple. Po jego odejściu Trapeze zaczęli zarabiać głównie na pierwszych trzech albumach, w których grał Hughes ale koncerty nie wypadały najlepiej i zespół zaczął grać na mniejszych estradach w całych Stanach Zjednoczonych.

### 1974 – 1977
W roku 1974 zespół wydał album The Final Swing – kompilację najlepszych utworów, na której znalazły się dwa utwory nie wydane wcześniej: „Good Love” i ulubiony przez fanów, grany na żywo od kilku lat utwór „Dat’s it”. Gitarzysta Robert Kendrick i basista Pete Wright, którzy zagrali na wydanym w roku 1974 albumie Hot Wire pokierowali zespół w kierunku hard rocka, co dokładnie można usłyszeć na kolejnym wydaniu z roku 1976, zatytułowanym ponownie Trapeze.
Pierwotne trio (Galley, Hughes i Holland) ponownie, pod koniec 1976 roku połączyli się na krótki czas.  Miało to być dojrzałe spotkanie, uwieńczone albumem z nowymi utworami ale Hughes kolejny raz opuścił zespół zanim album został wyprodukowany. Jego solowy album zatytułowany Play Me Out, wydany w roku 1977 zawierał utwory „LA Cut-Off” i „Space High”, skomponowane przez niego, które podczas krótkiej reaktywacji Trapeze, w czasie tournée w roku 1976, Galley i Holland z nim grali. Utwory te powstały do nowego albumu Trapeze, który nigdy nie został nagrany.

### 1978–1982
Album Hold On, zatytułowany również Running został wydany pod koniec roku 1978, ponownie z udziałem Pete’a Wrighta oraz nowego gitarzysty i wokalisty Pete’a Goalby'ego. W nagraniu koncertowego albumu z roku 1981 zatytułowanego Live in Texas: Dead Armadillos udział wziął nowy  perkusista Steve Bray, ponieważ Dave Holland od końca 1979 grał w Judas Priest. Po odejściu Pete’a Goalby'ego do Uriah Heep w 1981, Mel Galley grał samotnie, by w roku 1982 odejść z Trapeze do Whitesnake i tym samym zespół Trapeze został rozformowany.

### 1991
W roku 1991, po raz kolejny zeszło się pierwotne trio (Galley, Hughes i Holland) wraz z byłym klawiszowcem zespołów Asia i Yes – Geoffem Downesem i po krótkim tournée w roku 1993 wydali kolejny album Welcome to the Real World.

### 1994
W lutym 1994 Galley, Hughes i Holland po raz kolejny ożywili zespół, grając tym razem w Nowym Jorku na koncercie w hołdzie wokaliście zespołów Badlands i Black Sabbath – Rayowi Gillenowi. To zdarzenie doprowadziło do kolejnych koncertów, które rozpoczęły się 11 marca 1994 w Wielkiej Brytanii, w klubie „Robin R’n’B Club”, w ich rodzinnym mieście Cannock, a w kwietniu tego samego roku przeniosły się do USA. Podczas tych koncertów do zespołu dołączył weteran bluesa, gitarzysta Craig Erickson, akompaniując Hughesowi zarówno na gitarze prowadzącej, jak i rytmicznej.

### Dalsza historia
- 1989 – utwór „Loser” z płyty You Are the Music...We're Just the Band ukazał się na wydaniu Time–Life zatytułowanym Lost 70's Guitar Classic's.
- 2003 – ukazał się album On the Highwire – Best of 1970-1992, zawierający 23 utwory, m.in. „Black Cloud”, „Way Back to the Bone”, „Keepin' Time”, „Your Love Is Alright" i „Back Street Love”.
- 2004 – ex-gitarzysta zespołu Ozzy Osbourne – Jake E. Lee na swoim albumie Retraced wydał cover „Way Back to the Bone”.
- 2006 – legenda kanadyjskiego rocka – Pat Travers wydał cover „You Are The Music” na swoim albumie zatytułowanym P.T. Power Trio 2.
- 1 lipca 2008 w wieku 60 lat zmarł na raka były gitarzysta zespołu Mel Galley.
- 16 stycznia 2018 w wieku 69 lat zmarł były perkusista zespołu Dave Holland. Przyczyną śmierci muzyka był rak płuc.

## Dyskografia
- Trapeze (1970)
- Medusa (1970)
- You Are the Music...We're Just the Band (1972)
- The Final Swing (1974) (kompilacja)
- Hot Wire (1974)
- Live at the Boat Club (1975)
- Trapeze (1976)
- Hold On (1979)
- Live in Texas: Dead Armadillos (1981)
- Welcome to the Real World - live 1992 (1993)
- Way Back To The Bone (1986) (kompilacja)
- High Flyers: The Best Of Trapeze (1995) (kompilacja)
- Live: Way Back To The Bone (1998)
- On the Highwire – Best of 1970-1992 (2003)